# Ragnhild Haga
Ragnhild Gløersen Haga (Nannestad, 12 febbraio 1991) è una fondista norvegese.

## Biografia
In Coppa del Mondo ha esordito il 13 marzo 2010 a Oslo (47ª) e ha ottenuto il primo podio il 12 febbraio 2012 a Nové Město na Moravě (3ª). Alla sua prima partecipazione iridata, Falun 2015, si è classificata 29ª nella 10 km. Il 18 dicembre 2016 ha ottenuto a La Clusaz in staffetta la sua prima vittoria in Coppa del Mondo; ai successivi Mondiali di Lahti 2017 si è classificata 4ª nella 30 km. Ai XXIII Giochi olimpici invernali di Pyeongchang 2018, suo esordio olimpico, ha vinto la medaglia d'oro nella 10 km e nella staffetta e si è classificata 12ª nella 30 km e 15ª nello skiathlon; l'anno dopo ai Mondiali di Seefeld in Tirol 2019 è stata 10ª nella 30 km, mentre a quelli di Oberstdorf 2021 si è classificata 7ª nella 10 km. Ai XXIV Giochi olimpici invernali di Pechino 2022 si è classificata 28ª nella 30 km, 29ª nello skiathlon e 5ª nella staffetta.

## Palmarès

### Olimpiadi
- 2 medaglie:
  - 2 ori (10 km, staffetta a Pyeongchang 2018)

### Mondiali juniores
- 3 medaglie:
  - 2 ori (5 km, staffetta a Otepää 2011)
  - 1 bronzo (sprint a Otepää 2011)

### Coppa del Mondo
- Miglior piazzamento in classifica generale: 5ª nel 2015
- 10 podi (7 individuali, 3 a squadre):
  - 3 vittorie (1 individuale, 2 a squadre)
  - 2 secondi posti (individuali)
  - 5 terzi posti (4 individuali, 1 a squadre)

#### Coppa del Mondo - vittorie
| Data             | Località    | Nazione  | Disciplina                                                         |
| ---------------- | ----------- | -------- | ------------------------------------------------------------------ |
| 18 dicembre 2016 | La Clusaz   | Francia  | 4x5 km (con Ingvild Flugstad Østberg, Marit Bjørgen e Heidi Weng)  |
| 9 dicembre 2018  | Beitostølen | Norvegia | 4x5 km (con Heidi Weng, Therese Johaug e Ingvild Flugstad Østberg) |
| 12 marzo 2023    | Oslo        | Norvegia | 50 km TL MS                                                        |

Legenda:

MS = partenza in linea

TL = tecnica libera

#### Coppa del Mondo - competizioni intermedie
- 4 podi di tappa:
  - 1 vittoria
  - 1 secondo posto
  - 2 terzi posti

##### Coppa del Mondo - vittorie di tappa
| Data             | Località | Nazione   | Competizione | Disciplina  |
| ---------------- | -------- | --------- | ------------ | ----------- |
| 26 novembre 2017 | Kuusamo  | Finlandia | Ruka Triple  | 10 km TL PU |

Legenda:

TL = tecnica libera

PU = inseguimento